# Daviesia hakeoides
Daviesia hakeoides är en ärtväxtart som beskrevs av Meissner. Daviesia hakeoides ingår i släktet Daviesia, och familjen ärtväxter.

## Underarter
Arten delas in i följande underarter:
- D. h. hakeoides
- D. h. subnuda